# Anillus cebennicus
Anillus cebennicus is een keversoort uit de familie van de loopkevers (Carabidae). De wetenschappelijke naam van de soort is voor het eerst geldig gepubliceerd in 1964 door Balazuc & Bruneau de Mire.